# Miglioramento paretiano
Il miglioramento paretiano è un concetto economico introdotto da Vilfredo Pareto.
Consiste in una riallocazione delle risorse che migliora la condizione di almeno un individuo senza peggiorare quella di altri, producendo quindi un aumento dell'efficienza complessiva del sistema. È strettamente connesso al concetto di ottimo paretiano che descrive la situazione in cui non è più possibile produrre miglioramenti paretiani.
La teoria economica classica sostiene che un'economia di mercato è caratterizzata dal fatto che ogni transazione economica costituisce un miglioramento paretiano, perché siccome ogni scambio è volontario si suppone che sia l'acquirente che il venditore ne ricavino beneficio. 
Il miglioramento paretiano non implica infatti l'equità della transazione, ma soltanto il fatto che questa, nel momento in cui viene effettuata, apporti beneficio ad una delle parti senza danneggiare l'altra.

## Principio paretiano
Il principio paretiano di efficienza prevede che ogniqualvolta una modifica consente di migliorare la situazione di alcuni individui senza peggiorare quella di nessun altro, essa dovrebbe essere realizzata, perché incrementa il benessere collettivo.

## Miglioramento paretiano potenziale
Un miglioramento paretiano potenziale descrive una situazione in cui l'aumento del beneficio per i soggetti avvantaggiati è superiore alla diminuzione di beneficio per i soggetti svantaggiati. Per questa ragione ogni miglioramento potenziale potrebbe diventare un miglioramento paretiano a fronte di adeguati pagamenti compensativi.